# Robert Brown (skådespelare)
Robert Brown, född 23 juli 1921 i Swanage i Dorset, död där 11 november 2003, var en brittisk skådespelare.
Brown är mest känd för att ha medverkat i fem James Bond-filmer varav fyra som M.

## Roller i urval
- 1971 – Private road
- 1977 – Älskade spion
- 1978 – Atlantis
- 1983 – Octopussy
- 1985 – Levande måltavla
- 1987 – Iskallt uppdrag
- 1989 – Tid för hämnd